# Joni Lindlöf
Joni Lindlöf (né le 17 mai 1984 à Tampere) est un joueur professionnel finlandais de hockey sur glace.

## Biographie

### Carrière en club
Formé au club du Tappara Tampere, il est choisi en 2002 au cours du repêchage d'entrée dans la Ligue nationale de hockey par les Capitals de Washington en 7e ronde, en 238e position. Il est également sélectionné en 30e position lors du repêchage européen de la Ligue canadienne de hockey par les Rockets de Kelowna. Il part alors jouer dans la Ligue de hockey de l'Ouest et remporte la Coupe Ed Chynoweth. Le 8 janvier 2004, il est échangé avec Mark Olafson aux Hurricanes de Lethbridge en retour de DJ King et Patrik Valcak. La saison suivante, il revient en Finlande et joue quelques matchs en SM-liiga avec le HPK Hämeenlinna. Il passe professionnel en 2005. Il remporte la Mestis 2008 avec le TuTo Turku.
En 2009, il intègre l'effectif des Diables Rouges de Briançon. Grenoble bat 1-0 les Diables Rouges lors du Match des Champions à Mulhouse. Rouen vainqueur de la Coupe de la Ligue éliminent les diables rouges en demi-finale. Le 31 janvier 2010, il est l'un des artisans de la victoire des Diables Rouges en finale de la Coupe de France 2010 contre Rouen 2-1 aux tirs au but au Palais omnisports de Paris-Bercy. Il s'agit du premier titre majeur remporté par le club.

### Carrière internationale
Il a représenté l'équipe de Finlande en sélection jeune. Il a joué 34 matchs avec les moins de 18 ans.

## Trophées et honneurs personnels

### Ligue nationale de hockey
- 2002 : Repêché par les Capitals de Washington en 7e ronde, en 209e position.

### Division 1 suédoise
- 2009 : termine meilleur buteur.

## Statistiques

### En club
| Saison    | Équipe                     | Ligue             |    | Saison régulière | Saison régulière | Saison régulière | Saison régulière | Saison régulière |    | Séries éliminatoires | Séries éliminatoires | Séries éliminatoires | Séries éliminatoires | Séries éliminatoires |
| Saison    | Équipe                     | Ligue             | PJ | B                | A                | Pts              | Pun              | PJ               | B  | A                    | Pts                  | Pun                  |                      |                      |
| 2000-2001 | Tappara Tampere            | Suomi-Sarja Jr. B | 33 | 10               | 6                | 16               | 42               |                  |    |                      |                      |                      |                      |                      |
| 2000-2001 | Tappara Tampere            | SM-liiga Jr. A    | 2  | 0                | 0                | 0                | 0                |                  |    |                      |                      |                      |                      |                      |
| 2001-2002 | Tappara Tampere            | Suomi-Sarja Jr. B | 2  | 3                | 1                | 4                | 2                |                  |    |                      |                      |                      |                      |                      |
| 2001-2002 | Tappara Tampere            | SM-liiga Jr. A    | 33 | 17               | 8                | 25               | 14               |                  |    |                      |                      |                      |                      |                      |
| 2002-2003 | Rockets de Kelowna         | LHOu              | 70 | 11               | 20               | 31               | 53               | 19               | 3  | 8                    | 11                   | 8                    |                      |                      |
| 2003-2004 | Rockets de Kelowna         | LHOu              | 40 | 2                | 8                | 10               | 26               | --               | -- | --                   | --                   | --                   |                      |                      |
| 2003-2004 | Hurricanes de Lethbridge   | LHOu              | 26 | 6                | 4                | 10               | 19               | --               | -- | --                   | --                   | --                   |                      |                      |
| 2004-2005 | HPK Hämeenlinna            | SM-liiga Jr. A    | 34 | 15               | 16               | 31               | 100              |                  |    |                      |                      |                      |                      |                      |
| 2004-2005 | HPK Hämeenlinna            | SM-liiga          | 11 | 0                | 0                | 0                | 0                |                  |    |                      |                      |                      |                      |                      |
| 2005-2006 | Hermes Kokkola             | Mestis            | 43 | 5                | 12               | 17               | 55               |                  |    |                      |                      |                      |                      |                      |
| 2006-2007 | SaPKo                      | Mestis            | 42 | 18               | 11               | 29               | 116              |                  |    |                      |                      |                      |                      |                      |
| 2007-2008 | TuTo Turku                 | Mestis            | 45 | 17               | 15               | 32               | 48               |                  |    |                      |                      |                      |                      |                      |
| 2008-2009 | Asplöven HC                | Division 1        | 33 | 35               | 20               | 55               | 44               |                  |    |                      |                      |                      |                      |                      |
| 2009-2010 | Diables rouges de Briançon | Ligue Magnus      | 22 | 14               | 10               | 24               | 20               | 9                | 5  | 2                    | 7                    | 4                    |                      |                      |
| 2009-2010 | Diables rouges de Briançon | CdF               | 4  | 4                | 1                | 5                | 0                |                  |    |                      |                      |                      |                      |                      |
| 2009-2010 | Diables rouges de Briançon | CdlL              | 2  | 1                | 3                | 4                | 2                |                  |    |                      |                      |                      |                      |                      |
| 2010-2011 | IF Björklöven              | Division 1        | 38 | 21               | 21               | 42               | 62               | -                | -  | -                    | -                    | -                    |                      |                      |
| 2011-2012 | Kristianstads IK           | Division 1        | 33 | 8                | 4                | 12               | 10               | -                | -  | -                    | -                    | -                    |                      |                      |
| 2012-2013 | IK Nyköpings Hockey        | Division 1        | 38 | 12               | 9                | 21               | 48               | -                | -  | -                    | -                    | -                    |                      |                      |
| 2013-2014 | Wings HC                   | Division 1        | 40 | 26               | 25               | 51               | 44               | 3                | 1  | 0                    | 1                    | 10                   |                      |                      |
| 2013-2014 | Almtuna IS                 | Hockeyallsvenskan | 2  | 0                | 0                | 0                | 0                | -                | -  | -                    | -                    | -                    |                      |                      |

### En équipe nationale
| Année | Compétition                          |   | PJ | B | A | Pts | Pun | +/-             |  | Résultat |
| 2002  | Championnat du monde moins de 18 ans | 8 | 1  | 2 | 3 | 10  | +2  | Quatrième place |  |          |